# هونگ کیونگ پیو
هونگ کیونگ پیو (کره‌ای: 홍경표؛ زادهٔ ۱۱ اوت ۱۹۶۲) فیلم‌بردار اهل کره جنوبی است. او با چندین کارگردان تحسین‌شده از جمله بونگ جون-هو، لی چانگ-دونگ، کانگ جه گیو، کیم جی-وون، نا هونگ جین، لی سانگ ایل و هیروکازو کورئیدا کار کرده‌است.